# San Cono (Cessaniti)
San Cono è una frazione del comune di Cessaniti in provincia di Vibo Valentia, situato a tre chilometri dal capoluogo.
Si trova in una zona collinare e la sua altitudine media sul livello del mare è di mt. 351. È un paese molto antico e conta 126 abitanti circa, per la maggior parte dediti all'agricoltura. Dalla piazza principale intitolata a San Cono di Teggiano, si può godere di una vista panoramica. Il paesino è caratterizzato da case arroccate incastonate una all'altra, simili ad un presepe, da vie strette lastricate in pietra e piccole piazzole.

## Origini del nome
Secondo alcuni ricercatori a dare il nome al paese sarebbe stato san Cono il Taumaturgo, martire nel 250 d.C. Tuttavia oggi il patrono è san Cono da Teggiano, monaco benedettino.

## Storia
Il terremoto del marzo 1638, causò il danneggiamento di 52 abitazioni, mentre il sisma del febbraio 1783 distrusse completamente il paese e causò due morti e 20.000 ducati di danno. La maggior parte del sopravvissuti si trasferirono a circa 400 metri, nelle campagne adiacenti, in abitazioni costruite in legno (baracche) e nei terreni dell'allora benestante famiglia Bisogni, dove dovevano pagare un canone annuo, ad ogni agosto, la somma di tre carrini, per ogni quadrato di terreno di due palmi (5,275 mt. di lato). Gli altri abitanti, per la loro povertà, continuarono ad abitare nelle abitazioni seriamente danneggiate dal sisma. 
Con decreto del governo di Gioacchino Murat del 1808 San Cono divenne frazione del comune di Cessaniti; prima di detto decreto apparteneva al comune di Briatico.

## Monumenti e luoghi d'interesse
La parrocchia di San Cono fu istituita nel XVII secolo durante il sinodo diocesano celebrato da monsignor Ottavio Paravicino. La chiesa di San Cono era sotto il titolo di parrocchia di Sant'Iconio ed era curata dal parroco del vicino paese di San Marco, che dista circa un chilometro.
Nella chiesa parrocchiale si conserva un dito carbonizzato del santo protettore San Cono, ma non si conosce come detta reliquia sia giunta in paese, pertanto di padre in figlio si tramanda la leggenda di un episodio miracoloso. Dopo la distruzione del paese del terremoto del 1783 detta reliquia sarebbe stata smarrita e quindi successivamente ritrovata da un cittadino della vicina San Marco. Mentre era intento a fare lavori campestri, il suddetto contadino incredulo, per provare che appartenesse a San Cono, l'avrebbe messa in un braciere con fuoco ardente, ma il dito non si sarebbe incenerito, anzi sarebbe balzato dal fuoco e avrebbe colpito ad un occhio il non credente.

## Cultura

### Cucina
Tipica del luogo è la nacatula, dolce a base di uova e farina, filato e attorcigliato, fritto in olio di oliva e ricoperto di zucchero filato. Essa è protagonista della sagra del dolce, che si svolge ogni anno il 12 agosto.